# 古史辨派
古史辨派，是以顧頡剛、钱玄同、胡适等為代表，在新文化運動以後出現的一個以“疑古辨偽”為論題的史學、經學研究的學術現象。
古史辨派這個說法並非顧頡剛等學人的自稱，20世紀著作《古史辨》中收錄的觀點龐雜，就算是贊同疑古辨偽方法的學人之間也有分歧。
古史辨派将传世文献中的早期历史视之为编造的谎言的看法受到部分學者批評和質疑，古史辨派的部分推论后来被出土文獻推翻，而古史层累说作為一種史学研究方法不再一概視历史文献為编造的谎言，只是怀疑后世的文献对早期历史记录的真实性。

## 背景
顾洪（顾颉刚的女儿）認為辨偽的觀念自古有之，韩非子不相信尧舜古代贤王和平禅让传说，曰：“舜逼尧，禹逼舜。” 班固在《漢書·藝文志》中就指出一些古書有增添，變造的現象，王充的《論衡》裡也舉發了一些古書，唐代的劉知幾、柳宗元也有這種看法，疑古一詞也出自劉知幾的《史通》；宋代的歐陽修、鄭樵；明代的宋濂、胡應麟，還有明末清初的顧炎武等人也疑古，所以辨偽之學代代皆有，樸學、訓詁等學問在清季正是蓬勃發展的時候，古史辨運動正是首先繼承了這樣的學術傳統，而古史的問題又來源於過去經學、子學所爭辯的問題。路新生更是把疑古思潮的形成推廣到了近三百年，認為其產生來源於晚明東林士子諸如陳確、閻若璩、胡渭對理學的自我批評，主張實學、實證和實踐。清代乾嘉時代的考據學風尤甚，戴震和淩廷堪的莊存與、劉逢祿和宋翔鳳對疑古思潮做了最初的積累，到了崔述，他將古典疑古發展到了巔峰，提出『虛實明而後得失或可不爽』，所以著《考信錄》，『專以辨其虛實為先務，而論得失者次之』。王健文指出古史辨運動和崔述的差異，崔述是衛道尊神尊聖的，將古史的層累局限在托古改制上，而顧頡剛是摧毀三代史觀並主張對古史做全盤的考察。到了晚清的今文經學家諸如龔自珍、魏源、崔適、姚際恒、廖平、蒙文通、康有為等學者也對疑古思潮貢獻頗多。《新學偽經考》、《知聖篇》從疑古出發，力圖打倒古文經，重申孔子的真正理想以尊孔衛道，這正是『強經典以就我』，以致喪失經典歷史客觀性的最佳作證。
從十九世紀中葉開始，就有學者用語言學的角度討論中國文明與埃及和西亞文明的關係，最有名的是拉克伯利的中國文明西來說，他指出中國的文字乃至文明都源於巴比倫。1895年，法國的漢學家沙畹所譯的《史記》第一卷出版，其序論中曾指出堯舜禹等模範人王的傳說，大都屬於後人所偽造的。其後，夏德在所著《中國古代史》中，對於堯舜等的傳說亦致懷疑。
當時深受路德维希·里斯等人影響的東洋史學強調史料的嚴格考辨，還有江戶時代的學者富永仲基學說的影響。1909年，白鳥庫吉提出“堯舜禹抹殺論”宣稱堯、舜、禹是春秋戰國以後創造出來的。內藤湖南又在白鳥的基礎上提出了加上原則，他認為堯舜的傳說雖然並不是在孔子之前就毫不存在，但將堯舜追溯為先祖是為了和推崇禹的墨家，推崇黃帝、神農的道家相競爭。不過在日本，林泰輔就對白鳥的觀點持反對意見。楊寬認為小川琢治、馬伯樂、葛蘭言也可以算作古史批判的先驅。
在西方思想的衝擊下，愛國主義和反傳統思想關聯在了一起。中國知識份子為傳統辯護的過程中，有些保守主義者把西學吸納進傳統中來達到保守的目的；另一些則是回歸到比目前所認知的傳統更為傳統的狀態中。在愛國和救國這個共同目標下，有兩種最值得注意的手段，一是以破壞和個人主義拋棄傳統，一是認為愛國就有保持傳統。如章太炎的《明獨》和《社會通詮商兌》就表現了破壞傳統宗法社會從而達成民族主義的觀點，與章太炎一樣，柳亞子、劉師培也抱有相同的看法，但極端的個人主義並非是章太炎所主張的。譚嗣同在衝破綱常名教的網絡後，保留『朋友』在個概念，用朋友來成就大共同體；從蔡元培到蔡和森都曾表達過這種觀點，可見譚氏的觀念影響之大。在歷史方面，夏曾佑更進一步，模糊的表達過“傳疑之期並無信史”的觀點。
彭明辉認為由於普遍王權的崩潰，使得傳統儒學遭受前所未有的調整與破壞，學者們可以站在個人的立場上著書立說，而不受傳統儒學的限制，因此疑古思想達到了前所未有的境地。古史辨運動正是在這樣的背景下產生的，儘管疑古的風潮一直存在，甚至顧頡剛提出的觀點在過去也陸續有人提出，但都沒有對學術甚至社會引起決定性的影響。因而王汎森認為古史辨運動的產生既有中國思想史內部長期發展的背景作為基礎，也有顧頡剛等學者“打破沙鍋問到底”的因素。

## 古史辨運動
關於古史辨運動的來源，在1926年的《古史辨》〈自序〉裡，顧頡剛認為他“上古史靠不住的觀念”來源有四：第一是自劉知幾至崔述的辨偽傳統，第二是康有為為代表的清代今文經學，第三是胡適的實驗主義史學方法，第四是故事傳說、民間歌謠的暗示。而在晚年時也提到他的思想從遠的来說就是起源於鄭樵、姚際恆、崔述三人的思想，从近的来說則是受了胡適、錢玄同二人的啟發和幫助。第一體現在顧頡剛在十二歲時就知道崔述所做的工作，並在1921年1月從胡適處借來崔的《考信錄》和姚際恆的《古今偽書考》等書做了句讀的工作，並且在他早期的創作中常常可以看到崔述觀點和行文的影子，可以說明崔述對其影響之深。第二和第三主要是在北大唸書的時候，他覺得自己大概是受了《孔子改制考》的暗示，覺得陳漢章所講的哲學史的材料大多靠不住，而胡適講授中國哲學史的時候拋開唐、虞、夏、商，從周宣王以後講起，並傳播“研究歷史的方法在於尋求一件事情的前後左右的關係，不把它看作突然出現的。”發生學、進化論的史學思想，這無疑給了顧頡剛啟發。最後就是聽戲得出的感想，大膽假設戲曲和古史的形成邏輯類似，他對孟姜女故事的研究即是層累說在民俗學中的展現。不過二者還是有差異的，他認為戲曲有自然積累的部分而古史沒有。
1922年4月，顧頡剛在讀過王國維的《殷周制度論》後對其未能大膽辨偽感到遺憾，二人對古史問題多次書信往返，王國維在信中提到二人方法論上的差異。顧頡剛對王國維非常尊重，認為他是當時自己學問上的導師，而非胡適。
胡秋原則認為錢玄同是古史辨運動的關鍵人物，而他的思想來自白鳥庫吉和幸德秋水，錢玄同不但引導顧頡剛“把今古文的黑幕一齊揭破”，否定堯舜、否定六經、否定六經與孔子的關係、甚至否定《說文》，就是要通過“將中國書籍一概束之高閣”，來達到“廢孔教滅道教”的目的。廖名春從胡秋原的闡釋入手，認為顧頡剛之所以不願承認是因為他否認堯舜禹的言論無意間為日本侵略提供了觀點。李學勤也認為疑古思潮受到了白鳥庫吉的影響。陳學然也認為顧氏的學說是源自日本疑古史，但古史辨闡發的對封建道統和舊有中國想像的挑戰值得肯定。但劉起釪認為顧頡剛提出疑古學說時並不知白鳥庫吉和橋本增吉的學說，而主要是受乾嘉學派和胡適等人的影響。顧頡剛的門生吳銳認為李、廖的言論近乎污衊。錢婉約認為顧和白鳥的學說都乘自崔述，二人間並無影響。李孝迁和李长银也認為現有的證據不能證實啟發顧頡剛做古史辨的就是日本疑古史的學說，而李、廖所指的剽竊更是牽強附會，將白鳥和內藤的理論理解為替日本法西斯主義背書更是無憑無據。總之，古史辨運動確實有日本疑古史的影響，但這並不意味著古史辨就毫無意義，甚至是為日本侵略張目。
而在對顧頡剛思想來源的討論早在1937年日本的學者貝塚茂樹就提出過自己的看法，他認為在時間相近環境下顧可能多多少少受過一些日本學說的間接影響，但這個影響對其治學、怎麼分析文獻、怎麼做細部的考據似乎很難斷言，因為可以在古史辨中看出顧頡剛很強的個人特色。並對顧頡剛大膽假設，漸次修正的做法給予了肯定。1940年，古史辨第一冊翻譯為日文出版時，平岡武夫在序中就認為顧頡剛的思想並未受到內藤的影響，但在1954年神田喜一郎提出內藤的研究其實早於古史辨；宮崎市定也無法明確二者的關係，能確定的只是觀點上的一致。竹元規人的研究將白鳥和內藤的史料觀與顧頡剛的史料觀進行了對比，發現二者在立論似乎很類似，而到具體的分析和細緻的結論上卻存在很大的差異，很難看出有相互影響的痕跡。據此進一步指出因為材料所限和論證的困難，這種討論大多演變為有政治目的批評，並且《古史辨》收錄了各種各樣的學者的觀點，更應該將之作為一個整體來思考。
羅志田在上述討論之外發現了羅香林對中國近代史學和古史辨的觀點，對古史辨產生的思想背景做了另一種闡釋。羅香林關注“史事的本身”和“寫的歷史”直接的分別，他認為很多對顧頡剛的責難都是沒有將二者區分清楚的緣故。他認為顧頡剛辯論的僅僅在於“寫的歷史”，或者說是“某一時代的人對於古史的觀念”，並沒有擴展到“古事的本身”
张国安指出胡适主张‘疑古’的目的是在于制造有利于自身的意识形态，疑古只是手段，随时可以抛弃，顾先生本来是不疑古的，受了胡适影响之后，‘疑古入了迷’变得激進，变成了坚定的信仰。

### 《古史辨》
從1926年至1941年，《古史辨》共出版七冊，包羅了三百五十篇文章，三百二十五萬餘字。第一冊的出版是現代疑古思潮與古史辨派的形成標誌。第三冊以後，古史辨將對象漸漸轉移到古籍上，對古史的探討有所減少。《古史辨》收錄的文章並非只有所謂疑古的學者，可以說這套書有一個龐大的作者群，或者說《古史辨》其實是一部材料書。第一冊主要收錄了顧頡剛、錢玄同和胡適，還有丁文江、魏建功、容庚、柳詒徵、王國維、李玄伯、劉掞黎和胡堇人。第二冊便增加了傅斯年、張蔭麟、馬衡、于鶴年、繆鳳林、郭紹虞、陸懋德、楊筠如、姚名達、馮友蘭、周予同、王伯祥、梅思平和恆慕義等一大批學者加入討論。第三冊主要收錄了李鏡池、余永梁的討論，還有鄭振鐸、何定生、俞平伯、周作人、劉大白、董作賓、朱自清和鍾敬文等人的文章。第四冊有羅根澤、錢穆、唐钺、王正己、張西堂、容肇祖、張壽林、劉盼遂、朱希祖、游國恩、張季同等年輕學者加入，並第一次收錄梁啟超的文章。第五冊有呂思勉、范文瀾、謝扶雅、徐文珊。第五冊有孫次舟、李俊之、劉汝霖、張福慶、譚戒甫、唐蘭、郭沫若等。第七冊有童書業、楊向奎等顧頡剛的學生加入進來，還初次收錄的有楊寬、吳其昌、蔣大沂的文章。
顧頡剛的古史學的要旨不限於疑古和辨偽，考信方面後來居上，他在1928年前重疑，三十年代尚辨，四十年代由辨偽向考信過度，六十年代後則以考信為主。籠統的說，他的古史學重心在於憑藉古史傳說的清理研究以求去偽見真。他強調“破壞與建設，只是一事的兩面，不是根本的歧義。”古史辨本身可以為考古學做掃除的工作，更可以為文獻學和民俗學提供養分。但也不應該把古史辨運動等同於顧頡剛一個人的學說，而是應該將古史辨運動理解為一個歷史事件，並且是由當時參加古史辨討論的學者共同造就的。古史辨最大的意義在於使得過去凝固了的上古史系統從桎梏中解放出來，拓寬了古史研究的視野、方法和目標。
在顧頡剛發表1923年5月6日，顧頡剛在《努力週報》的副刊《讀書雜誌》上發表《與錢玄同先生論古史書》，提出了“層累地造成的中國古史”的觀點。文章一出就馬上引起了劉掞黎和胡堇人撰文反駁，指顧頡剛過於採信《詩經》和《論語》。1925年，張蔭麟在《學衡》上引用《史學原論》對顧頡剛大多使用默證的方法給出了質疑，認為這超出了默證的適用限度。顧未對這個質疑做出回應，學界大多肯定張蔭麟的批判，認為層累說的一個錯誤就在於把史籍著成的時代作為史事發生的時代。劉起釪還補充，古史固然存在層累，然另一方面古史中也存在文獻佚失。而關於顧頡剛是否真的違反了使用限度，彭國良認為如果按照《史學原論》中的方法根本無從使用默證，但事實上顧頡剛的論證不限於實證主義，不過張所提出的這個觀點根本無法動搖古史辨學說的核心。宁镇疆對於該文做了嚴厲的反駁，認為其罔顧學界對顧氏學說已有的批判。
古史辨派和柳詒徵、竺可楨代表的南高史地學派與學衡派在學術旨趣和治學理念上有明顯的不同。柳詒徵在顧頡剛提出他對禹的觀點後，撰文反駁。
第五冊序中，顧頡剛並不認為自己其實是為古文經學或者新文經學說話，更不認同古史辨就是“新今文家”的說法，錢穆序中也贊同顧頡剛的這個說法。不過他還指出了無意的積累和有意的變造的分別，但顧頡剛並不能同意這種說法，故王汎森指出混同這兩種生成的情形即是《古史辨》中的一個特質，而這個特質是康有為代表的清代今文經學的影響。陳志明也指出顧氏學說受今文學影響。把顧頡剛放入今古文的框架裡會發現他的結論常常在今古文間擺盪，而如果我們考察他的方法就會明白他始終堅持疑古與考信兩個原則。
馮友蘭在《古史辨》第六冊的序中提出當時的中國史學界有信古、疑古和釋古三種趨勢，他批評信古，認為真正的史學家不可能對於史料不加審查而直接採信的，而疑古指的是審查史料，釋古的意思是將史料融會貫通。接著說：“就整個的史學說，一個歷史的完成，必須經過審查史料及融會貫通兩個階段，而且必須到融會貫通的階段，歷史方能完成。但就一個歷史家的工作說，他盡可只作此兩階段中之任何階段，或任何階段中之任何部分。任何一種的學問，對於一個人，都是太大了。一個人只能作任何事的一部分。分工合作在任何事都須如此。由此觀點看，無論疑古、釋古，都是中國史學所需要的，這期間無所謂孰輕孰重。”跟馮友蘭類似，周予同也提出過泥古、疑古、考古、釋古的說法。張京華認為這些劃分起於疑古思潮或者說古史辨運動的興起，故實際上先有疑古，而後才有信古和釋古。
胡厚宣認為史學的探討需要經過疑古考古的訓練和方法，雖然疑古有偏向，但這是一種科學方法，他也指出一些真正的古代文獻被顧頡剛將年代拉後了，比如《堯典》。郭沫若也對顧頡剛和古史辨運動做過高度的讚賞。傅斯年最初也對顧頡剛的觀點大加讚揚，但在後來的著述中卻少談論顧氏的主張。

### 主張
顧頡剛在《與錢玄同先生論古史書》中提出「層累地造成的中國古史」，即層累造成說，顧氏認為傳統古史有三個特點：
1. 「時代愈後，傳說的古史期愈長」。如周代人心目中最古的人是禹，到孔子時有堯舜，到戰國時有黃帝神農，到秦有三皇，到漢以後有盤古。
2. 「時代愈後，傳說中的中心人物愈放愈大」。如舜，在孔子時只是一個「無為而治」的聖君，到〈堯典〉就成為一個「家齊而後國治」的聖人，到孟子時就成為一個孝子的模範。
3. 在這樣的狀況下，人們不能知道某一件事的真確狀況，但可以知道某一件事在傳說中的最早狀況。如我們不能知道東周時的東周史，但可以知道戰國時的東周史。

對禹的討論:
1. 禹是否有天神性？
2. 禹與夏有沒有關係？
3. 禹的來源在何處？
4. 禹貢是什麼時候做的？
5. 后稷的實在如何？
6. 堯、舜、禹的關係如何？
7. 堯與皋陶謨是什麼時候做的？
8. 現在公認的古史系統是如何組織而成的？

顧氏又甄別古史可信與否必須具備的四項標準：
1. 打破民族出於一元的觀念
2. 打破地域一統的觀念
3. 破古史人化的觀念
4. 打破古代為黃金世界的觀念

## 爭議
在《古史辨》停止出版後，古史辨派，尤其是顧頡剛仍受到了很多學者的批判。梁園東和張蔭麟的方向一樣從方法論上反擊顧頡剛的說法。他認為顧頡剛的治學不過是跟崔述殊途同歸，並無新意，更批評以來古書的真偽來判斷古史真偽根本不算史學方法，甚至指出顧的一些主張與事實相悖，而他更推崇用俞正燮的方法治史。馬乘風 、李季批評古史辨違背唯物史觀，“沒有解釋古史的能力”，反而腰斬史古說古史辨提出的都是些 “頭髮梢似的問題, 就是解決了也不能使我們明了古代社會問題”，因而是 “無花果似的徒勞”。並聲稱要“把顧頡剛放在批判的屠壇上”，“對於顧頡剛路線加以無情的排除。”
在1952年，批判胡適運動正起是童書業、楊向奎和李錦全曾撰文站在批判的立場上評論古史辨派，大陸的學者一度相當強調胡適和古史辨派的關係，丁則良和范文瀾都寫過相關的文章批判胡適對歷史方法的錯誤影響。童書業指出：“我們講了幾十年的古史，編著了厚厚的許多冊書，除起了些消極的破壞作用外，對於古史的真相何嘗摸著邊際......『破壞偽古史就是建設真古史』，這句話未免太不著實了吧。”而“在唯物辯證法這麼寶鏡照臨之下，我們可以去偽存真，化無用為有用，這才是研究中國古史最正當的方法。對古史傳說一味抹殺，決不是科學的態度。”楊向奎也指出，顧頡剛走的是公羊學派的老路，還指責古史辨派凡是遇到弄不清的古代問題就說是偽造，是武斷的主觀論者，更認為『層累造成說』根本不成立。而他在改革開放之後轉而承認古史辨的正面價值，尤其是讚揚古史辨對古代道統和舊道德的批判。李錦全則認為古史辨之所以錯誤，是由於他們拿神話代替歷史，認為帶有神話色彩的人物是偽造的，是無法證實的，因此否認神話中帶有的歷史真實性。他認為在古史辨派的觀點裡這些神話傳說中的人物決定古史，而由於這些人物的不可信導致古史不可信。他和童書業一樣認為這是唯心觀在作祟，認為只有唯物史觀才能解決上古史問題。
1992年，李學勤開始主張要走出疑古，走向釋古，推崇王國維的二重證據法和倡導唯物史觀的郭沫若。他認為應該重新估價中國古代文明，對古書再加以反思，最後重寫學術史；還認為要以釋古代替疑古，將文獻研究和考古研究結合起來反思整個中國古代文明。1993年，郭店楚簡的出土推翻了過去很多偽書說的觀點。1996年，國務院將夏商周斷代工程列入九五重點，借著這個契機，關於“疑古”的討論被重新提了出來。李強調古史辨在學術上不足，之後大陸學界出現了對古史辨運動的質疑與否定的聲音，吳銳就其觀點提出質疑，認為馮的這段話原意是在為疑古工作鼓勁，疑古作為審查史料的方法應該永久肯定並認同。但李卻認為“疑古、釋古均為歷史研究所必須，但融會貫通究竟應居審查史料之後。因此，馮先生所說的三種趨勢，在一定意義上還是帶有三個階段的意味。”在後面他又改稱“疑古一派的辨偽，其根本缺點在於以古書論古書,不能跳出書本上學問的圈子。限制在這樣的圈子裡，無法進行古史的重建。我不很清楚馮友蘭先生所講融會貫通的釋古究竟是指什麼，不過在二三十年代，重建古史的正面工作實際已在開始了。”不過他在後來還是多次提到自己借用馮說。
在“走出疑古”提出後，郭沂對“後疑古時代”做了說明，他指出要以正古的方法研究古史學，即要相信傳統古史學是大致可靠的，再通過考古不斷補正。
謝維揚的“現代史料學基本概念”對辨偽問題做了進一步的說明，根據王國維的“雖古書之未得證明者，不能加以否定，而其已得證明者，不能不加以肯定。”堅持“除非你舉出證偽的證據來，此書便非偽。”的觀點。裘锡圭則認同古史辨的思想史價值，認為要繼承古史辨好的東西；還指出不應該把二重證據法提的太高，認為實事求是的態度才是問題的癥結。
张国安指出「疑古思潮」将传世文献中有關五帝夏商时代的傳説视为编造的谎言，這種觀點影響負面，「导致学界盛行历史虚无主义和逆向种族主义，致使华夏文明及其民族的起源史陷入了灭顶之灾。」

## 腳註
1. ↑  顾颉刚. . 上海古籍出版社. 1982-11-01. ISBN 9787544309943. “我不願意在一種學問主張草創的時候收得許多盲目的信徒，我只願意因了這書的出版而得到許多忠實於自己思想，敢用自力去進展的諍友。”
2. 1 2  郭沂. . 《孔子研究》. 2002年, (4期)  [2021-10-02]. （原始内容存档于2021-10-02）.
3. 1 2  李学勤（1994年），第9页
4. 1 2  宁镇疆;谢维扬主编. .  (PDF). 上海人民出版社. 2011: 249–264  [2021-10-02]. ISBN 9787208098121. （原始内容 (PDF)存档于2022-03-28）.
5. 1 2  刘起釪. . 中华书局. 1986-5: 160.
6. ↑  梁涛《疑古、释古与重写思想史》
7. 1 2 3  张国安《顾颉刚和胡适：从论战完败到“史学革命”的大逆转》
8. ↑  .   [2021-12-05]. （原始内容存档于2021-12-05）.
9. ↑  马雪. 二十世纪疑古思潮探析[M]. 学苑出版社, 2007.
10. ↑  陈其泰. "古史辨派"的兴起及其评价问题[J]. 中国文化研究, 1999(1):9.
11. ↑  胡绳. 顾颉刚古史辨学说的历史价值──纪念顾颉刚先生诞辰一百周年[J]. 学习与探索, 1994(3):2.
12. ↑  陈民镇:《信史抑或伪史——夏史真伪问题的三次论争》,《齐鲁学刊》2020年第1期
13. ↑  韦勇强. 顾颉刚"古史层累说"的形成及意义[J]. 广西师范大学学报：哲学社会科学版, 2004, 40(2):5.
14. ↑  李长银. "史学上的中央题目":"古史层累说"再探讨[J]. 社会科学论坛, 2019, 000(003):44-54.
15. ↑  顾洪. . 中国文化研究. 1995, (第2期): 35–41.
16. ↑  王健文.  (PDF). 國立成功大學歷史學報. 1992-12, (18期): 153–172  [2021-10-02]. （原始内容 (PDF)存档于2021-10-02）.
17. ↑  路新生（2014年）
18. ↑  王汎森（1987年），第109页
19. ↑  林慶彰. . 文津出版社. 1990. ISBN 9789579400275.
20. ↑  陈喆. . 史林. 2015, (第4期)  [2021-10-02]. （原始内容存档于2021-10-02）.
21. 1 2  李孝迁. . 史学史研究. 2010年, (第4期).
22. ↑  佐藤信弥. . 星海社. 2018年. ISBN 978-4065114384.
23. ↑  楊寬. . 大塊文化. 2005-09-07. ISBN 9789867291660.
24. ↑  章炳麟. . 台北: 世界書局. 1982. ISBN 9786660606424.
25. ↑  王汎森（1987年），第6-20页
26. ↑  李长银. . 史学月刊. 2020年, (第2期): 117–124  [2021-10-03]. （原始内容存档于2021-10-03）.
27. ↑  彭明辉（1991年），第55页
28. ↑  王汎森（1987年），第9页
29. ↑  顾颉刚. . . 上海文艺出版社. 2001-01. ISBN 9787532120369.
30. 1 2  竹元規人. . 九州中国学会報. 2013年, (51号): 106–120  [2021-10-02]. （原始内容存档于2021-10-02）.
31. 1 2 3 4 5 6 7 8 9 10 11  古史辨（1982年）
32. ↑  恒慕义，郑德坤译. . 史学年报. 1933年, (第5期).
33. ↑  王汎森（1987年），第36-49页
34. ↑  廖名春. . 原道. 1998  [2021-09-29]. （原始内容存档于2021-09-26）.
35. ↑  李学勤（1994年）
36. ↑  陳學然.  (PDF). 中國文化研究所學報. 2016-01, (62)  [2021-10-02]. （原始内容 (PDF)存档于2021-10-02）.
37. ↑  李长银. . 史学月刊. 2016, (第10期).
38. ↑  杨鹏; 罗福惠. . 探索与争鸣. 2010-03  [2021-10-02]. （原始内容存档于2021-10-02）.
39. ↑  小川茂樹.  (PDF). 東洋史研究. 1937-09-20, 2 (6): 580–597  [2021-10-02]. doi:10.14989/138761. （原始内容 (PDF)存档于2021-10-02）.
40. 1 2  竹元 規人. . 九州中國學會報. 2014, (52): 61–75  [2021-10-02]. （原始内容存档于2021-10-02）.
41. ↑  罗志田. . 历史学. 2008, (第4期)  [2021-10-02]. （原始内容存档于2021-10-02）.
42. ↑  罗志田. . 《社会科学研究》. 2008年, (第3期): 131–137.
43. 1 2 3  許冠三.  (PDF). 香港中文大學中國文化研究所學報. 1983, (14): 85–108  [2021-10-02]. （原始内容 (PDF)存档于2020-07-11）.
44. ↑  王汎森（1987年），第295-296页
45. ↑  王仲孚. . 臺灣師大歷史學報. 1987-06, (15期): 351–391  [2021-10-02]. （原始内容存档于2021-10-02）.
46. 1 2  文史哲（2010年）
47. ↑  吴忠良. . 北京: 华龄出版社. 2006.12. ISBN 7-80178-424-3.
48. ↑  王汎森（1987年），第50页
49. ↑  陳志明（1993年），第63页
50. ↑  彭明辉（1991年），第75页
51. ↑  张京华（2009年），第20页
52. ↑  郭沫若. . 商务印书馆. 2011年12月. ISBN 9787100086226. 顾颉刚的“层累地造成的中国古史”，的确是个卓识。从前因为嗜好的不同，并多少夹以感情的作用，凡在《努力报》上发表的文章，差不多都不曾读过。他所提出的夏禹的问题，在前曾哄传一时，我当时耳食之余，不免还加以讥笑，到现在自己研究一番过来，觉得他的识见委实是有先见之明。在现在新的史料并未充足之前，他的论辩自然不能成为定论，不过在旧史料中凡作伪之点大体是被他道破了的。
53. ↑  傅斯年. . . 上海古籍出版社. 2012-10. ISBN 9787532562527.
54. ↑  梁园东. . 山西人民出版社. 1991年: 24–25；71. ISBN 9787203018056.
55. ↑  李季. . 求真杂志. 1946-05, 1 (1).
56. ↑  馬乘風. . 商務印書館. 1935: 493–500  [2021-10-02]. （原始内容存档于2021-10-02）.
57. ↑  丁則良. . 東北人民大學學報. 1955, (1).
58. ↑  范文瀾. . . 中国社会科学出版社. 1979-04-01: 250.
59. ↑  范文瀾. . 胡適思想批判. 1955: 249.
60. ↑  文史哲 & 古史辨派的階級本質（2010年），第483-489页
61. ↑  文史哲 & 古史辨派的學術思想批判（2010年），第490-500页
62. ↑  楊向奎. . 中华学术论文集. 1981年: 11–35.
63. ↑  李錦全. . 中山大學學報. 1956, (4): 85.
64. ↑  在2004年曾李出面解釋，不過並未過多著墨在全面否定的觀點，而是重申他希望學界下一步可以走向釋古的觀點。
65. ↑  李学勤（1994年），第342-343页
66. ↑  李学勤（1994年），第345页
67. ↑  . 20世纪疑古思潮回顾. 1998年9月13日. 大家都非常熟悉馮友蘭先生在《古史辨》第六冊序言裡面提出的那個‘信古、疑古、釋古’的三段論，我覺得他提的這一點是很重要的，可是現在大家對‘信古、疑古、釋古’的解釋跟馮先生有點不太一樣了，所以我建議我們還是讀讀原文。
68. ↑  谢维扬、朱渊清. . 上海大学出版社. 2004年4月1日: 284–286. ISBN 9787810586931.
69. ↑  裘锡圭;曹峰;. . 文史哲. 2007年, (04期)  [2021-10-02]. （原始内容存档于2021-10-02）.

## 外部連結
- 梁家逕.  (PDF). 拉曼大學中華研究院中文系. 2015-04-03  [2021-10-02]. （原始内容 (PDF)存档于2021-10-02）.
- 李零. . 九州学刊. 1988-07, 3卷 (1期).
- 朗格諾瓦(Ch. V. Langlois), 瑟諾博司(Ch. Seignobos)著 ; 李思純譯. . 上海: 商務印書館. 1933  [2021-10-02]. （原始内容存档于2021-10-02）.
- 竹元规人. . 史学史研究. 2017年, (第2期)  [2021-10-02]. （原始内容存档于2021-10-02）.
- 李长银.  (PDF). 清华大学学报. 2014, (5): 114–121  [2021-10-02]. （原始内容 (PDF)存档于2021-10-02）.
- 陈其泰.  (PDF). 中国文化研究. 1999, (1): 12–19  [2021-10-02]. （原始内容 (PDF)存档于2021-10-02）.
- 陈勇. . 学术月刊. 2000年, (第5期)  [2021-10-02]. （原始内容存档于2021-10-02）.
- 祁雁蓉.  (PDF). 中原文化研究. 2021: 122–128  [2021-10-02]. （原始内容 (PDF)存档于2022-03-31）.
- 丁纪.  (PDF). 二十一世纪. 1999年, (八月号): 79–84  [2021-10-03]. （原始内容 (PDF)存档于2022-06-03）.
- 张越.  (PDF). 学术研究. 2008, (2): 111–115  [2021-10-02]. （原始内容 (PDF)存档于2021-10-02）.
- 侯云灏.  (PDF). 史学史研究. 1997, (2): 40–45  [2021-10-02]. （原始内容 (PDF)存档于2021-10-02）.
- 丁亞傑. . 中央大學人文學報. 2001-06, 23: 69–96  [2021-10-02]. （原始内容存档于2022-03-30）.
- 赵光贤.  (PDF). 史学史研究. 1992, (1): 6–14  [2021-10-02]. （原始内容 (PDF)存档于2021-10-02）.
- 赖国栋.  (PDF). 人文雜誌. 2013, (4): 81–86  [2021-10-02]. （原始内容 (PDF)存档于2021-10-02）.
- 王学典，李扬眉.  (PDF). 史学月刊. 2003, (11): 101–108  [2021-10-02]. （原始内容 (PDF)存档于2021-10-02）.
- 傅正. . 澎湃新闻.   [2016-10-10]. （原始内容存档于2021-10-02）.
- 李锐.  (PDF). 学术月刊. 2009, (8): 146–154  [2021-10-02]. （原始内容 (PDF)存档于2021-10-02）.
- 張國安, ,   [2021-09-29], （原始内容存档于2021-07-11）